# Battlefield: Bad Company 2
Battlefield: Bad Company 2 е видео игра, екшън от първо лице. Разработена е от EA Digital Illusions CE и се разпространява от Electronic Arts за Microsoft Windows, PlayStation 3, и Xbox 360. Играта е прякото продължение на Battlefield: Bad Company. Тя  е обявена на конференция на Electronic Arts и е показана за първи път на E3, 2009. Датата на излизане на Battlefield: Bad Company 2 е 2 март 2010 година, както е обявено на пресконференцията на EA на Gamescom.
|                     | Минимални                                               | Препоръчителни                                       |
| ------------------- | ------------------------------------------------------- | ---------------------------------------------------- |
| Операционна система | Windows XP                                              | Windows Vista или Windows 7                          |
| Процесор            | Intel Core 2 Duo @2 GHZ                                 | Intel Core 2 Quad, AMD Phenom X4                     |
| Памет               | 2 GB RAM                                                |                                                      |
| Място на хард диска | 10GB за версията на диск или 15GB за дигиталната версия |                                                      |
| Видео карта         | DirectX 9.0c Compatible Graphics card with 256 MB VRAM  | DirectX 10 Compatible Graphics card with 512 MB VRAM |
| Звукова карта       | DirectX 9.0c compliant Sound card                       |                                                      |
| Интернет            | 1 Mbit/s интернет връзка за онлайн игра                 |                                                      |